# کوه هیستاک
کوه هیستاک (به انگلیسی: Haystack Mountain) یک کوه در ایالات متحده آمریکا است که در شهرستان سوبلت، وایومینگ واقع شده‌است. کوه هیستاک ۳٬۶۵۰٫۹۴ متر بالاتر از سطح دریا واقع شده‌است.